# Kağıthane
Kağıthane is een Turks district in de provincie Istanboel en telt 418.229 inwoners (2007). Het district heeft een oppervlakte van 14,5 km².
De bevolkingsontwikkeling van het district is weergegeven in onderstaande tabel.
| 1997    | 2000    | 2007    |
| ------- | ------- | ------- |
| 314.189 | 345.239 | 418.229 |

## Geboren
- Yasin Özcan (2006), voetballer
- Mustafa Hekimoğlu (2007), voetballer